# Gamle schweiziske edsforbund
Det Gamle schweiziske edsforbund var et løst statsforbund i Alperne. Forbundet eksisterede fra 1291 til 1798.
Oprindeligt var Edsforbundet en del af Det tysk-romerske Rige. Frem til 1648 lå Edsforbundet i evig strid med det habsburgske fyrstehus.
Under den Schwabiske Krig i 1499 forsøgte den senere habsburgske kejser Maximilian 1 . at tvinge edsforbundet ind i de rigsreformer, der året efter blev til de seks tyske rigskredse. Maximilian 1. tabte krigen.
Ved Freden i Basel i august 1499 fik Maximilian 1 . et par indrømmelser, mens hovedresultatet blev, at Schweiz fik indre selvstyre .
Ved den Westfalske fred i 1648 blev Edsforbundet uafhængig af Det tysk-romerske Rige.
Under Revolutionskrigene invaderede Frankrig Schweiz i 1798. Edsforbundet tabte krigen. Frankrig om omdannede Schweiz til en datterrepublik. Den nye helvetiske republik blev en centraliseret fransk lydstat.

## Historie

### Edsforbundet i Middelalderen (1291–1523)
I 1291 konspirerede kantonerne Uri, Schwyz, og Unterwalden mod habsburgerne. De gik sammen i et forbund, kernen i det gamle schweiziske edsforbund, som er nedtegnet i forbundscharteret, et dokument som sandsynligvis blev skrevet efter, at de kom til enighed en gang i 1300-tallet. Ved slagene ved Morgarten i 1315 og Sempach i 1386 besejrede schweizerne habsburgernes hær, og edsforbundet fortsatte indenfor det tysk-romerske rige.
Ved 1353 var de tre oprindelige kantoner blevet udvidet med kantonerne Glarus og Zug og bystaterne Luzern, Zürich og Bern, og det førte til, at det gamle edsforbund bestod af otte stater, som fortsatte som før gennem det meste af 1400-tallet. Zürich blev udelukket fra forbundet i løbet af 1440-tallet på grund af en konflikt om området Toggenburg, et område nord for Sankt Gallen. Den traditionelle rækkefølge, som kantonerne i Schweiz bliver anført i, reflekterer dette. De otte "gamle kantoner" står først sammen med bystater fra de grundlæggende kantoner, fulgt af de kantoner som indgik forbundet efter 1481, anbragt i historisk rækkefølge.

### Reformationen
Synoden i Basel fra 1431 og etableringen af byens universitet i 1460, gjorde den til center for filosofi og humanisme. Basel tiltrak intellektuelle berømtheder som Erasmus af Rotterdam, hvilket skulle lægge kimen til den schweiziske reformation. En af Erasmus' elever var Ulrich Zwingli, som efter den katolske kirkes opfattelse var kommet for langt væk fra Bibelens lære.
I 1518 blev Zwingli valgt til præst i Grossmünster i Zürich. I begyndelsen af 1520'erne satte han gang i den schweiziske reformation og fik hurtigt støtte fra indbyggerne og det politiske styre. Dette førte til store forandringer i byens styrelse. Reformationen spredte sig til fem andre kantoner, mens de sidste fem kantoner holdt fast i den katolske tro. Dette førte til borgerkrige i 1529 og 1531, hvor Zwingli faldt på slagmarken.
Reformationen førte til store omvæltninger i kirkelivet. Kirkens ejendomme blev beslaglagt til fordel for verdslige myndigheder, samtidig med at Bibelen blev oversat til tysk og kirkens ritualer blev indskrænket. Samtidig blev lejesoldater forbudt i de reformerte kantoner. Senere udviklede Jean Calvin reformationen videre, og Schweiz blev herefter et fristed for franske Hugenotter og andre protestanter, som flygtede fra undertrykkelse. Dette førte en stor økonomisk og kulturel udvikling med sig.
Under Trediveårskrigen var Schweiz relativt fredeligt og stabilt, særlig på grund af at de europæiske stormagter var afhængig af schweiziske lejesoldater. Graubünden, der endnu ikke var med i konføderationen, deltog imidlertid i krigen fra 1620. Dette førte til at området Valtellina blev tabt i 1623.

### Ancien Régime
Ved den Westfalske fred i 1648 anerkendte stormagterne Schweiz' uafhængighed af det Tysk-romerske Rige.
I perioden der senere er blevet kendt som Ancien Régime, blev magten i højere og højere grad koncentreret omkring nogle få store familier i hver kanton, som satte de valgte byråd ud på en sidelinje. Det autoritære styre førte til flere oprør. "Den schweiziske bondekrig" opstod som følge af en devaluering i Bern i 1653, og spredte sig hurtigt til andre kantoner. Oprøret blev efterfølgende slået ned, men frygten for nye opstande gjorde at magthaverne satte gang i en række reformer.
I et længere perspektiv førte bondekrigen til at Schweiz undgik enevældet, som satte igennem med fuld styrke andre steder i Europa. Trods dette var der store forskelle mellem styreformerne i kantonerne på denne tid. I Bern fortsatte det autoritære styre, mens landkantonerne var relativt demokratiske, hvor vigtige sager blev afgjort ved folkemøder, hvor alle voksne mænd havde stemmeret. Andre byer som f.eks. Basel blev styret af de store lav.
1700-tallet var præget af en voksende industrialisering, hvor Schweiz bl.a. blev kendt for sine urmagere og sin metallurgiindustri. Tekstilindustrien voksede også hurtigt, og i slutningen af 1700-tallet var hele 25 procent af arbejdsstyrken beskæftiget i industrivirksomheder.
47°03′25″N 7°55′12″Ø / 47.056806°N 7.920113°Ø